# Thomas Brodie
Thomas Brodie CB, CBE, DSO, britanski general, * 20. oktober 1903, † 1. september 1993.